# Ana Enriqueta Terán
Ana Enriqueta Terán   (Valera, 4 de maig de 1918 - Valencia, 18 de desembre de 2017) va ser una poeta i diplomàtica veneçolana.

## Biografia
Les seves principals influències van ser els clàssics espanyols, com Luis de Góngora i Garcilaso de la Vega, i més tard la poesia francesa de Rimbaud i Baudelaire. Va pertànyer a la Generació del 18. La seva formació intel·lectual va començar amb la seva mare, Rosa Madrid Terán, qui la va posar en contacte amb els poetes clàssics, es va iniciar amb versos d'estricta mètrica i després va passar a la poesia lliure.
La seva obra poètica transcendeix el merament mètric, i es converteix en una veu pròpia seduïda per elements que voregen la nostàlgia, l'amor, la sensualitat i el paisatgisme andí. Va realitzar carrera diplomàtica a l'Uruguai (1946) i l'Argentina (1950).
El 1989 va ser guardonada amb el Premi Nacional de Literatura de Veneçuela. Aquest mateix any va rebre un doctorat honoris causa de la Universitat de Carabobo.
La seva casa al poble de Jajó (estat de Trujillo), on va viure durant 11 anys, actualment és el centre cultural Casa de Hablas, justament en honor de l'obra homònima de la sonetista. El centre funciona com a museu històric, donada les seves característiques arquitectòniques colonials, i el significat que guarda per a la població el fet que la poeta l'hagi pres com a inspiració en diversos dels seus llibres. En un dels seus salons Terán va tenir un taller d'alta costura, on ella mateixa va formar a moltes dones de la comunitat en la confecció tèxtil. Per la seva banda, les autoritats municipals de la seva ciutat natal van acordar batejar un teatre i una sala de concerts amb el nom de la poeta.

## La seva mort
El ministre del Poder Popular per a la Cultura, Ernesto Villegas, va informar que la poeta Ana Enriqueta Terán va morir a València (Veneçuela), als 99 anys. No es van informar les causes de la seva mort.

## Obra
- Al norte de la sangre (1946).
- Presencia terrena (1949).
- Verdor secreto (1949).
- De bosque a bosque (1970).
- El libro de los oficios (1975).
- Libro de Jajó (1980-1987).
- Música con pie de salmo (1985).
- Casa de hablas (1991).
- Alabatros (1992).
- Antología poética (2005).
- Construcciones sobre basamentos de niebla (Monte Ávila Editores, 2006).
- Piedra de habla  (2014) Biblioteca Ayacucho.[4]